# Fabavirus
Genre
Espèces de rang inférieur
- espèce-type : Broad bean wilt virus 1

Fabavirus est un genre de virus de la famille des Secoviridae, sous-famille des Comovirinae, qui  comprend sept espèces officiellement décrites, dont le BBWV (Broad bean wilt virus 1) qui est l'espèce-type. Ce sont des virus à ARN simple brin à polarité positive, rattachés au groupe IV de la classification Baltimore. 
Ils infectent des plantes dicotylédones et monocotylédones (phytovirus), chez lesquelles ils provoquent des symptômes variés : taches annulaires, marbrures, mosaïque, distorsion, flétrissement et nécrose apicale. 
Le génome est bipartite et encapsidé dans deux particules similaires en taille mais constituées de protéines différentes. Les virions sont des particules parasphériques, à symétrie icosaédrique, d'environ 30 nm de diamètre.
Ces virus sont transmis par des pucerons selon un mode non-persistant.

## Liste des espèces
Selon NCBI (22 janvier 2021) :
- Broad bean wilt virus 1
- Broad bean wilt virus 2
- Cucurbit mild mosaic virus
- Gentian mosaic virus
- Grapevine fabavirus
- Lamium mild mosaic virus
- Prunus virus F
- non-classés
  - Broad bean wilt virus
  - Capsicum annuum fabavirus
  - Cherry metavlitos virus
  - Cherry virus F
  - Fabavirus safflower/YL-2010/CHN
  - Peach leaf pitting-associated virus